# Csonka János
Csonka János (Szeged, 1852. január 22. – Budapest, 1939. október 27.) magyar feltaláló, tiszteletbeli gépészmérnök, a magyar motor- és gépjárműgyártás úttörője. A Bánki-Csonka-féle karburátor és a vegyes üzemű Csonka-motor feltalálója, illetve az első magyar belső égésű gépjármű és az első magyar autó konstruktőre. A Műegyetem tanműhelyének első vezetője, majd nyugdíjba vonulása után az általa létrehozott autójavító műhely, illetve az abból kinövő Csonka Gépgyár vezetője. A Királyi Magyar Automobil Club egyik megszervezője.

## Életpályája
Édesapja Csonka Vince, édesanyja Dobó Ilona. Iskoláit szülővárosában végezte. Apja kovácsműhelyében lett szakmunkás. Az Alföldi–Fiumei Vasút szegedi főműhelyében (1871–1873), a MÁV budapesti fűtőházban (1873–1874), majd Bécsben, Zürichben, Párizsban és Londonban dolgozott. Állandóan tovább képezte magát és elnyerte a Királyi József Műegyetem tanműhelyének vezetői állását, amelyet nyugállományba vonulásáig töltött be (1877–1925). 1877–1880 között végighallgatta az egyetemi előadásokat.
1887-ben Mechwart András Bánki Donáttal együtt felkérte a Ganz tulajdonába került motorok üzemképessé tételére, ezzel egy évtizedes közös munkálkodás vette kezdetét, amely számos találmánnyal, köztük a porlasztóval gazdagította a motorgyártást. A századforduló táján mindketten új feladatokat kaptak a Műegyetemen: Bánki Donát tanszékvezető tanár lett, Csonka Jánosnak pedig az egyetem új mechanikai- technológiai laboratóriumát kellett berendeznie, így mint feltalálók különváltak, de barátságuk és együttműködésük sohasem szűnt meg.
A kimagasló műszaki alkotásokkal párhuzamosan Csonka János elévülhetetlen érdemeket szerzett a magyar műszaki felsőoktatás gyakorlati részének folyamatos korszerűsítésével is. Világhírű műegyetemi tanárok voltak barátai és feltalálótársai, a külföldi kiválóságok közül a barátai közé tartozott Robert Bosch. Találmányok hosszú sora jelezte még az oktatás mellett végzett tevékenységét. Tervezett és készített papír- és szövetszakítógépet, számos műszert és mérőberendezést, amiket határainkon túl is használtak. 
Kedvelt területe volt a motorszerkesztés mellett a gépjárműtervezés. A Magyar Királyi Posta számára készített motoros triciklit, majd csomagszállító gépkocsi-alvázat, amely mint postaautó 1905. május 31-én indult sikeres próbaútjára. Innen számítjuk a magyar autógyártás kezdetét. Az 1900-as évek második felétől 1912-ig a Röck István által alapított Röck István Gépgyára által készítette a csomagszállító kocsikat. Összesen mintegy 150 gépkocsi fűződik közvetlenül hozzá. A nagyobb sorozatgyártáshoz nem volt kellő anyagi lehetősége, bár számos vállalattal együttműködött az autógyártás megszervezése érdekében. 1912-ben eladta kiskocsijának terveit a Magyar Általános Gépgyárnak és abbahagyta az autókonstruktőri tevékenységét.
Közvetlenül az első világháború kitörése után, 1914 augusztusában a magyar hadvezetőség elrendelte a gépjárművek besorozását, amelyre Budapesten, a Vérmezőn került sor. A Csonka-féle autók sorozatgyártására ugyan felkészült a Magyar Általános Gépgyár, ám a hadseregnek lényegesen több járműre lett volna szüksége, mint ami ténylegesen rendelkezésre állt. A járműmotorgyártás került előtérbe, és a gépgyárak teljes egészükben a hadsereg szállítóivá váltak. Mindez a Csonka-féle autók sorozatgyártásának sorsát is megpecsételte. 
Csonka János tervezte és készítette az első hazai kompresszoros motort, tűzoltó-, csónak-, bányamozdony- és sínautómotort és autóbuszt is. Ő alkalmazta először a motorgyártásban az alumíniumot, a vezérelt szívószelepet, a nagyfeszültségű mágnesgyújtást.  
Műszaki irodalmi tevékenységének eredménye: az első magyar automobil szakszótár. Csonka Jánosnak nem volt diplomája. Érdemeit mind a Műegyetem, mind a magyar mérnöktársadalom hálával ismerte el, és nyugdíjazása előtt 1924-ben, a Mérnöki Kamara feljogosította a gépészmérnöki cím használatára.
Nyugdíjba vonulása után, 73 (!) évesen autójavító műhelyt nyitott Budapesten a Fehérvári úton (ma Budapest XI. kerülete). Ebből fejlődött ki a későbbi Csonka-gépgyár (Csonka János Gépgyár Rt.), a későbbi Kismotor- és Gépgyár. Itt dolgozott egészen 1939-ben bekövetkezett haláláig. 

## Feltalálói tevékenysége

### Motorok
- 1877: az első magyar gázmotor
- 1884: az úgynevezett Csonka-féle gáz- és petróleummotor.
- 1888:  Bánki–Csonka-féle újítás gázgépeknél, Újítás gáz és petróleummotorokon
- 1889: Gáz- illetve petróleum kalapács
- 1890: Bánki-Csonka benzinmotor
- 1893: Porlasztó

### A karburátor (porlasztó)
Csonka János legjelentősebb, Bánki Donáttal közös találmánya a porlasztó, más néven a karburátor, amely az Otto-motorok által igényelt levegő-üzemanyag keverék előállítására szolgált. Bánki és Csonka a karburátort 1893. február 11-én szabadalmaztatta, ezzel mintegy fél évvel megelőzték  a német Wilhelm Maybachot.
Újabban felmerült, hogy a karburátor feltalálásában a valódi elsőség címe Edward Butler brit feltalálót illetné, aki 1887-ben szabadalmaztatta megoldását. A Butler által inspiratornak nevezett gázosító azonban a Bánki–Csonka-féle karburátortól eltérő elven működött és bonyolultsága miatt a gyakorlatban nem lehetett jól hasznosítani. A Bánki-Csonka-féle porlasztó, illetve (Maybach porlasztója) éppen egyszerűsége miatt terjedt el a világban. Ezért a karburátor feltalálóinak továbbra is Bánki Donátot és Csonka Jánost tekinthetjük.

## Konstruktőri tevékenysége
- 1900: motoros tricikli (az első magyar gépjármű)
- 1905: az első magyar benzinmotoros autó (négyhengeres postaautó)
- 1909: egyhengeres kisautó
- 1910: kisautóbusz
- 1912: négyhengeres kisautó

## Emlékezete
- Sírja Budapesten a Farkasréti temetőben található.
- Köztéri szobra Kelenföldön áll, valamint nevét viseli egy tér is.
- Az első benzinporlasztót a Műszaki Emléket Nyilvántartó és Gyűjtő Csoport őrzi.
- Számos motorja, és gépe, valamint postaautója, teljesen restaurálva, a Csonka János Emlékmúzeumban van kiállítva. Ugyanitt látható 1909-ben gyártott kiskocsija is. A 2,9 kW (4 DIN LE) teljesítményű, egyhengeres motorral ellátott kiskocsi kardánhajtású volt, motorja a háromfokozatú sebességváltóval egybeépítve kitűnően működött. Ezt a kiskocsit idős korában visszavásárolta és maga is szívesen vezette.
- A Csonka Jánosról elnevezett kisbolygó, a 131762 Csonka
- 2001-ben posztumusz Magyar Örökség díjban részesült.

## Képgaléria

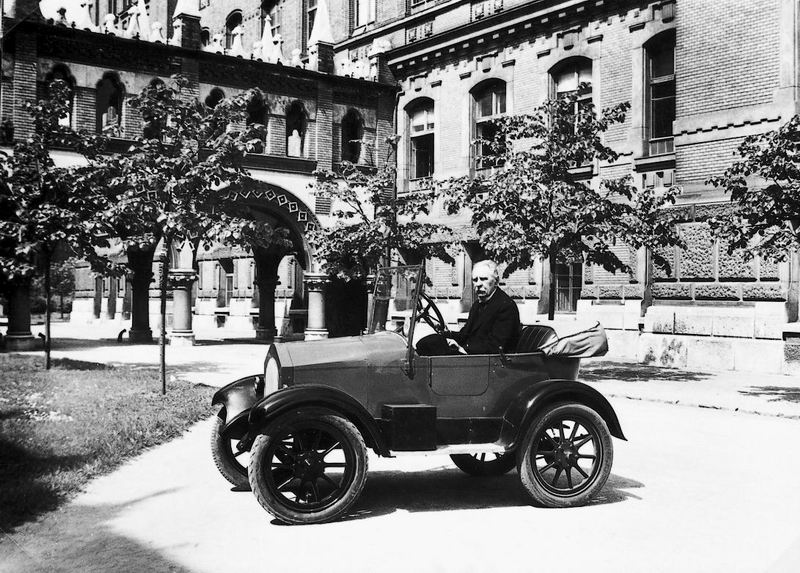
Csonka János saját készítésű gépkocsijával a műegyetem udvarán
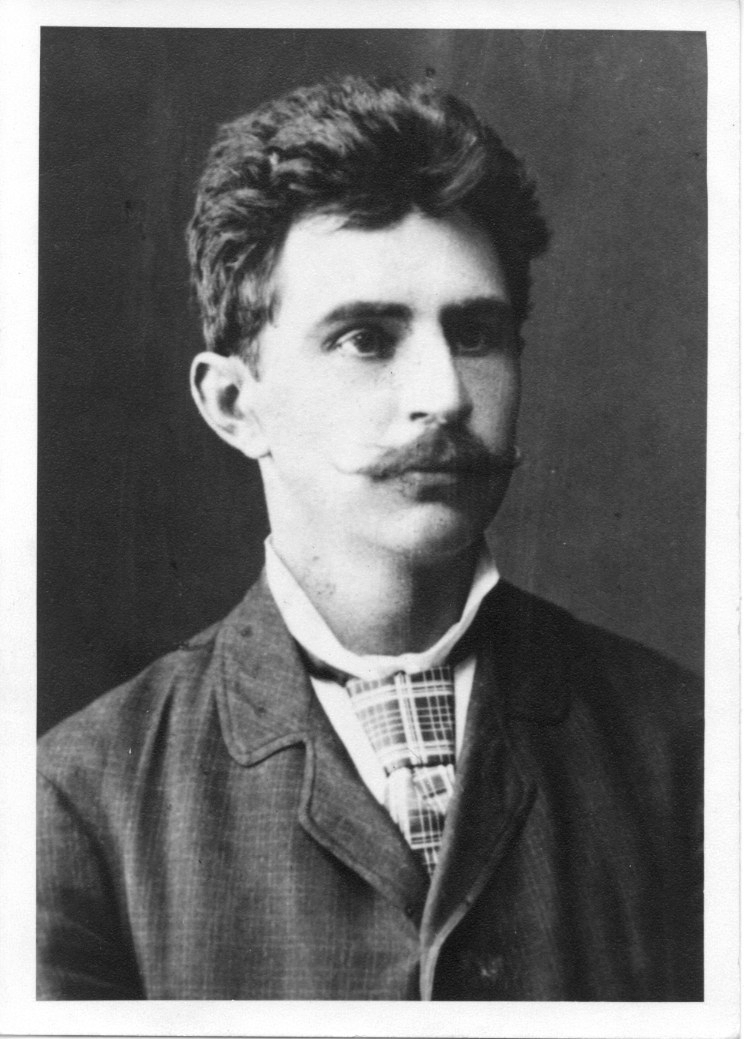
Csonka János (1897)
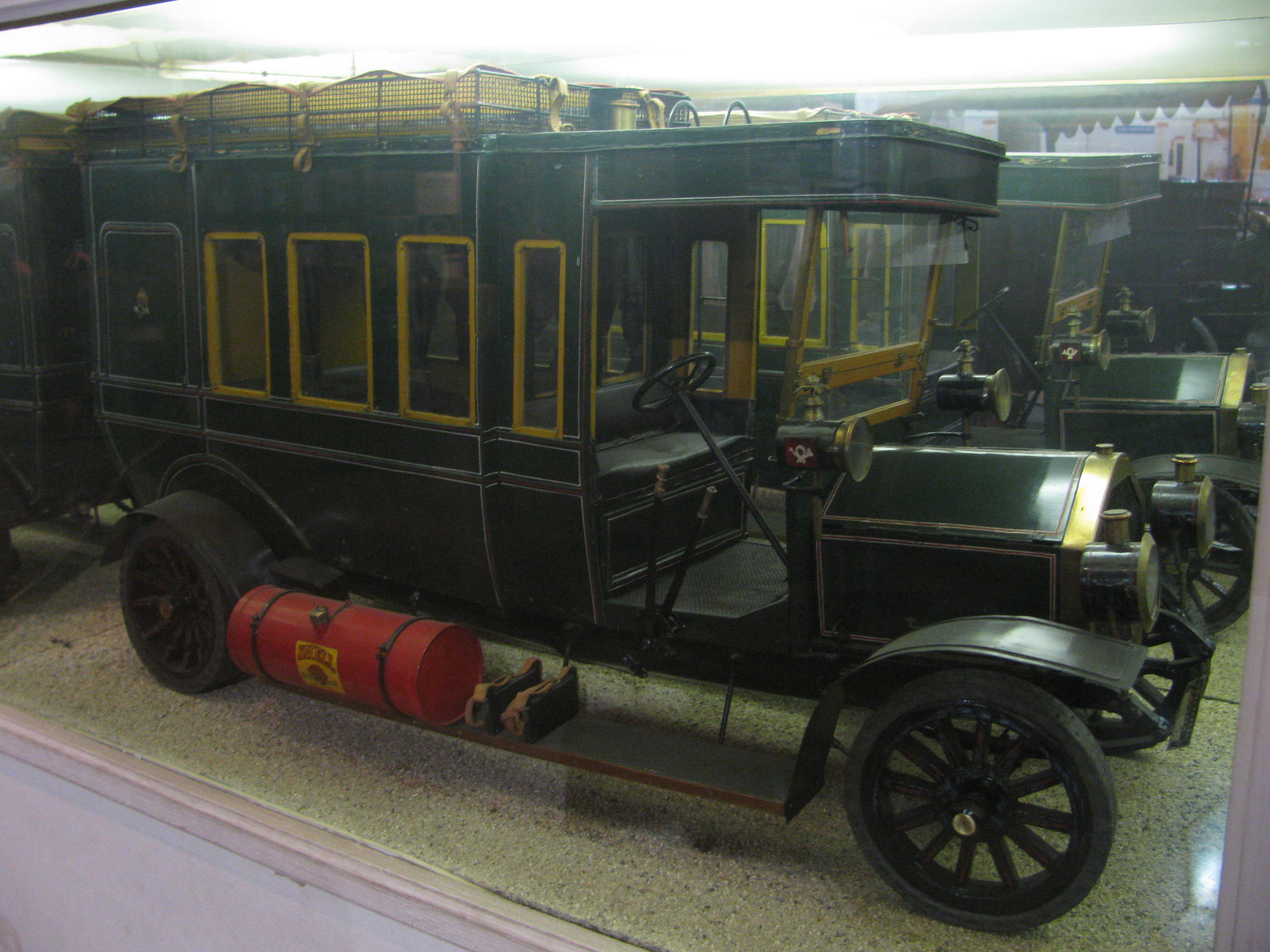
Egy Csonka János által tervezett busz, amely Károlyváros (Karlovac) környékén állt üzemben.
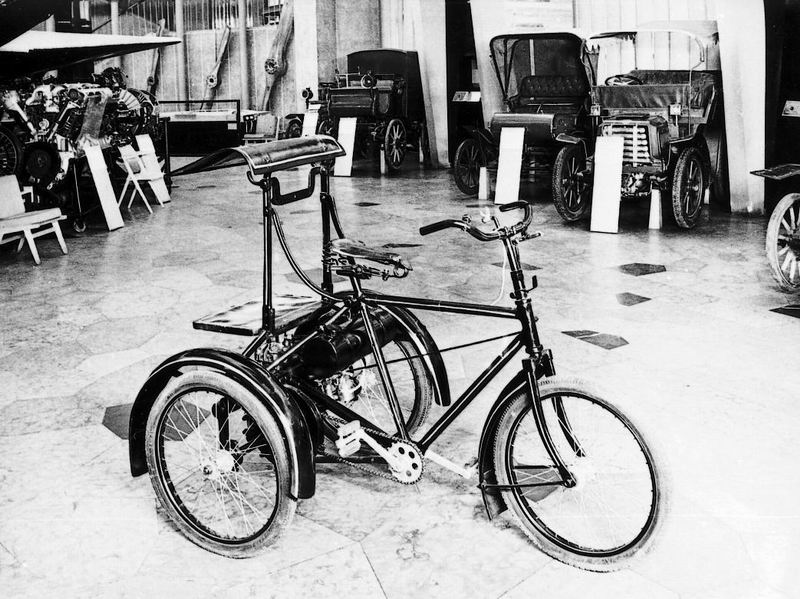
Csonka János levélgyűjtő triciklije
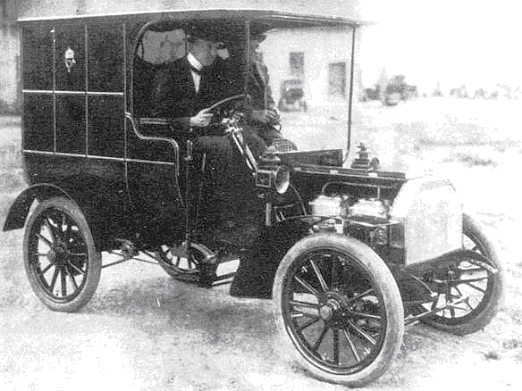
A Csonka János által tervezett első magyar autó
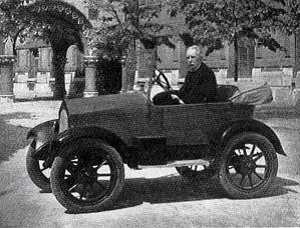
Csonka János egyhengeres autója
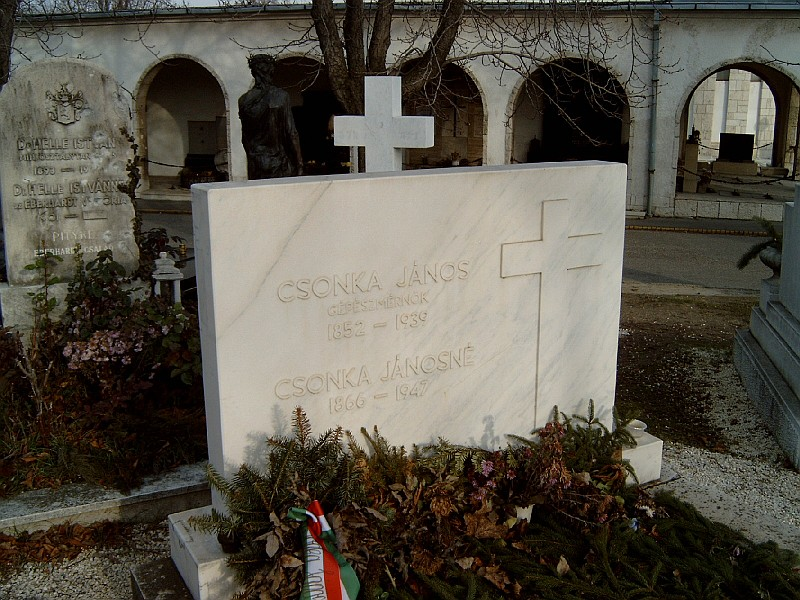
Csonka János sírja Budapesten. Farkasréti temető: 1-1-581/582.
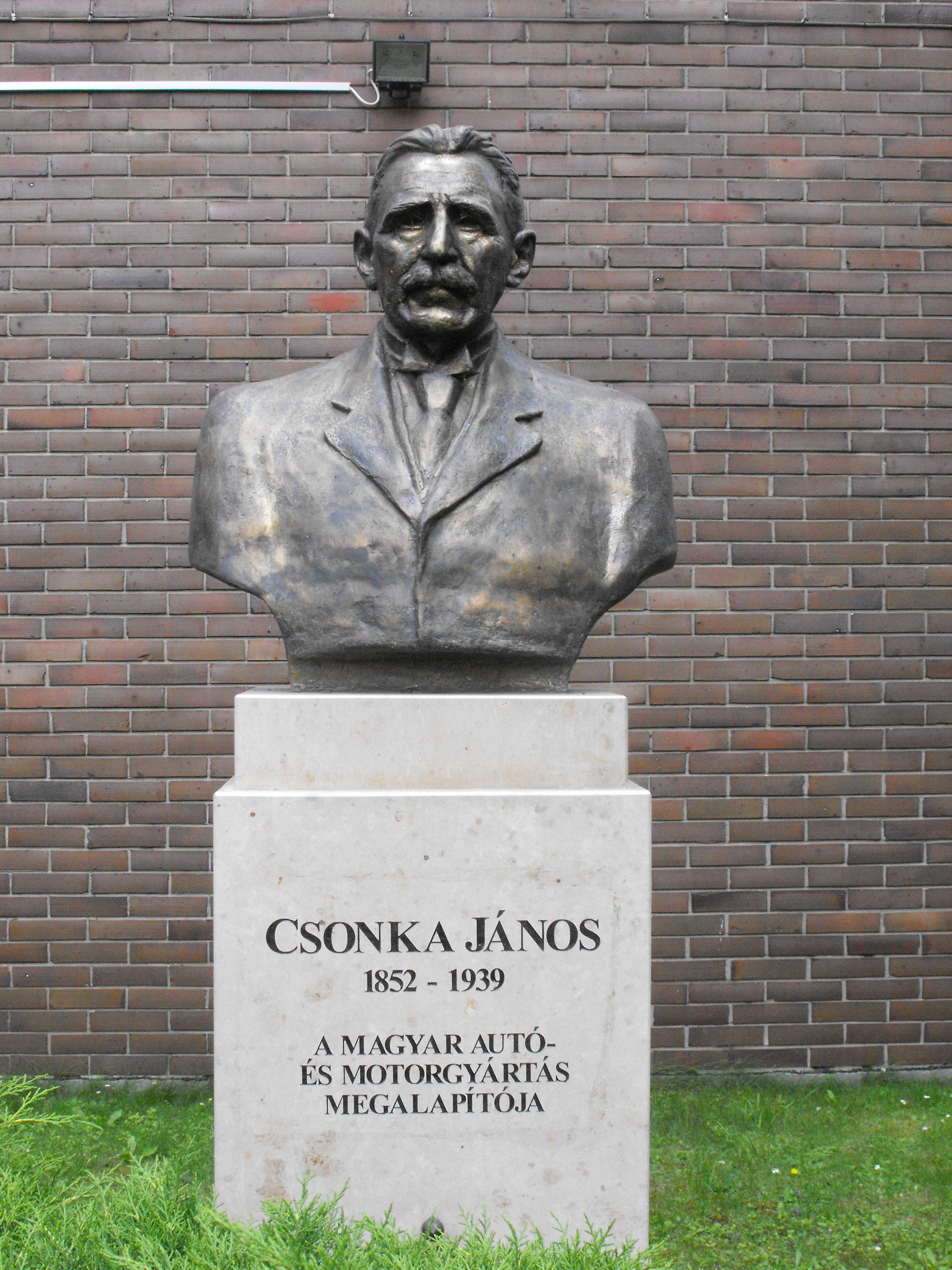
Szobra szülővárosában Szegeden.

## Cikkek
- Nyáry Krisztián: „Kár, hogy magyar ember találmányának hasznosítását meggátolják”; BBC History 2017. szeptember, 66-70. oldal